# Władysław Kulczyński
Władysław Kulczyński est un zoologiste polonais, né le 27 mars 1854 à Cracovie et mort le 9 décembre 1919 dans la même ville. Né au sein d'une famille bourgeoise, son père, Léon, tenait un restaurant privé pour étudiants et cols blancs. Sa mère, dénommée Joanna, était née Frech. Il eut quatre sœurs et quatre frères, dont Léon (1847-1932, enseignant, directeur du lycée Sainte-Anne, chargé de cours à l'université jagellonne, Jan (médecin), Franciszek (avocat) et Józef (commerçant). Il eut deux fils, Stanisław (1895-1975), botaniste, militant politique et d'État et Władysław (1890-1923), alpiniste.

## Biographie
Après ses études qu’il suit à Cracovie, il devient professeur en 1878 à l’université de la ville, fonction qu’il conserve jusqu’en 1910.
Il est l’auteur d’importants travaux sur les arachnides de son pays mais aussi d’Europe et d’ailleurs.

## Source
- Notices d'autorité :   - VIAF
  - ISNI
  - IdRef
  - LCCN
  - GND
  - Pays-Bas
  - Pologne
  - NUKAT
  - Suède
  - WorldCat

Pierre Bonnet (1945). Bibliographia araneorum, Les frères Doularoude (Toulouse).
Kulczynski est l’abréviation habituelle de Władysław Kulczyński en zoologie.

Consulter la liste des abréviations d'auteur en zoologie ou la liste des taxons zoologiques assignés à cet auteur par ZooBank